# Autobusna linija br. 161 u Zagrebu
Linija 161 (Savski most – Kupinečki Kraljevec – Štrpet) prigradska je autobusna linija u Zagrebu.
Prometuje svaki dan na trasi: Savski most – Jadranski most – Remetinečka cesta – Karlovačka cesta – Brezovička cesta – Hudobička ulica – Grančarska ulica – Kraljevečki bregi – Štrpet – Štrpet - okretište
Povezuje naselja Kupinečki Kraljevec (zaseok Štrpet) i Brezovicu sa Savskim mostom gdje se ostvaruje presjedanje na tramvaj.
Posljednji polazak radnim danom i subotom sa Savskog mosta za Štrpet produžuje do Ašpergera gdje mijenja liniju 162.

## Vanjske poveznice
- Vozni red linije 161

1. ↑  Datoteke u GTFS formatu. zet.hr. Pristupljeno 5. lipnja 2025. - Sadrži informacije tijela javne vlasti u skladu s Otvorenom dozvolom